# Bitka pri St. Louisu
Bitka pri St. Louisu, znana tudi kot Napad na St. Louis in Bitka pri utrdbi San Carlos, se je odvila 26. maja 1780, med Britanskimi-Indijanskimi silami in branilci vasi St. Louisa, Španska Louisiana, (današnja zvezna država Missouri) med ameriško revolucionarno vojno. Garnizija, pisana mešanica pripadnikov redne španske vojske in milice, ki jo je vodil namestnik guvernerja Upper Louisiane (Illinois Country), stotnik Fernando de Leyba, je utrpela manjše število žrtev.
De Leyba je utrdil St. Louis kolikor je mogel in uspešno prestal napad. Na nasprotnem bregu reke Mississippi je bil odbit tudi sočasni napad na bližnjo ameriško vas Cahokia, Illinois. Umikajoči se Indijanci, zavezniki Britancev, so uničili pridelke in odpeljali prebivalce v ujetništvo zunaj zavarovanega območja. Britanci niso uspeli braniti svoje strani reke in so s tem dejansko končali vse poskuse, da bi med revolucionarno vojno pridobili nadzor nad reko Mississippi.

## Citati
1. 1 2 3  Van Ravenswaay, p. 44
2. ↑  »Spotlight: Local author's new book examines Battle of St. Louis«. St. Louis Post-Dispatch. 8. april 2017. Pridobljeno 5. julija 2018.
3. ↑  Van Ravenswaay, p. 45